# Machetá
Machetá – miasto w Kolumbii, w departamencie Cundinamarca.